# Пале (громада)
Пале (серб. Општина Пале) — одна з 6-ти громад, що утворюють Град (міський округ) Східне Сараєво. Розташована в регіоні Істочно-Сараєво Республіки Сербської. Адміністративним центром є місто Пале.